# Eleccions legislatives georgianes de 2024
Les eleccions legislatives georgianes de 2024 es van celebrar a Geòrgia el 26 d'octubre.

## Sistema electoral
Les eleccions es van celebrar sota les normes aprovades el 2017 a través de les esmenes constitucionals que van canviar el sistema electoral cap a una representació totalment proporcional amb un llindar electoral del 5%. Amb la nova legislació, el President deixa d'escollir-se per sufragi universal i ho fa escollit per un col·legi de 300 diputats i delegats municipals.

## Antecendents
Després de la invasió russa d'Ucraïna del 2022, el partit governant Somni Georgià va desplaçar-se a posicions prorussa i autoritàries
Somni Georgià tenia previst presentar-se de manera independent, però va decidir aliar-se amb l'escissió La Força del Poble, formada en 2022,
El Moviment Nacional Unit i Unitat Aghmashenebeli es van unir el 2023 sota el nom d'"Unitat". Després de la presentació de la plataforma "Unitat - per salvar Geòrgia" el 8 de juliol de 2024, es van afegir diversos independents com a part de la coalició.

## Resultats
| Eleccions legislatives georgianes de 2024 | Eleccions legislatives georgianes de 2024 | Eleccions legislatives georgianes de 2024 | Eleccions legislatives georgianes de 2024 | Eleccions legislatives georgianes de 2024 | Eleccions legislatives georgianes de 2024 | Eleccions legislatives georgianes de 2024 | Eleccions legislatives georgianes de 2024 |
| Partit                                    | Partit                                    | Vots                                      | %                                         | +/–                                       | Escons                                    | +/–                                       | Govern                                    |
| ----------------------------------------- | ----------------------------------------- | ----------------------------------------- | ----------------------------------------- | ----------------------------------------- | ----------------------------------------- | ----------------------------------------- | ----------------------------------------- |
|                                           | Somni Georgià                             | 1.120.053                                 | 53,93 / 100                               |                                           | 89 / 150                                  | ▼ 1                                       | Govern                                    |
|                                           | Coalició pel Canvi                        | 229.161                                   | 11,03 / 100                               |                                           | 19 / 150                                  | ▲ 17                                      | Oposició                                  |
|                                           | Moviment Nacional Unit                    | 211.216                                   | 10,17 / 100                               |                                           | 16 / 150                                  | ▼ 23                                      | Oposició                                  |
|                                           | Geòrgia Forta                             | 182.922                                   | 8,81 / 100                                |                                           | 14 / 150                                  | ▲ 8                                       | Oposició                                  |
|                                           | Gakharia per Geòrgia                      | 161.521                                   | 7,78 / 100                                | N/D                                       | 12 / 150                                  | N/D                                       | Oposició                                  |

## Conseqüències
Somni Georgià va guanyar per majoria absoluta les eleccions amb Irakli Kobakhidze,
El govern va anunciar el 28 de novembre que ajornaria el procés d'adhesió a la Unió Europea fins a finals de 2028 i immediatament van esclatar protestes per presumpte frau electoral i desconfiança pública en el sistema electoral. Somni Georgià, amb la majoria al Col·legi Electoral, va nomenar Mikheil Kavelashvili, membre del seu aliat La Força del Poble, a la presidència, que va prendre possessió el 29 de desembre.